# 永温镇
永温镇，是中华人民共和国贵州省貴陽市开阳县下辖的一个乡镇级行政单位。
2012年12月24日，贵州省人民政府批复同意撤销永温乡，设置永温镇，镇人民政府驻永亨村。

## 行政区划
永温镇下辖以下地区：
永安社区、永亨村、坤建村、双合村、大坝村和安大村。